# Subkultura (biologija)
Subkultura je v populaciji mikroorganizmov tista kolonija mikrobov, ki se prenese na prazen rastni medij in se lahko svobodno razmožuje. 